# Such a Shame
«Such a Shame» es una canción escrita por Mark Hollis para el segundo álbum de la banda inglesa Talk Talk, It's My Life, publicado en 1984.

## Letra
La letra de «Such a Shame» se la había inspirado a Mark Hollis el libro de Luke Rhinehart El hombre de los dados, uno de los libros favoritos del cantante. Cuando le preguntaron qué fue lo que le llevó a responderle al libro de Rhinehart, Hollis contestó: «El buen libro que es, y no precisamente el estilo de vida que en él se refleja y que no recomendaría a nadie».

## Sencillo
La canción fue lanzada en marzo de 1984 como segundo sencillo del LP It's My Life, y se convirtió en un gran éxito en la Europa continental en 1984 y 1985, donde subió al top 10 en numerosos países. Alcanzó el número 1 en determinados territorios (su tercer número uno después de la versión remezclada de su canción «Talk Talk» que encabezó las listas de Sudáfrica en 1983, y el sencillo «It's My Life», que llegó al número 1 de la lista Hot Dance Club Play de la estadounidense Billboard), pero, extrañamente, fue ignorado en gran medida en el Reino Unido. En los Estados Unidos, la canción entró en el Hot 100 de Billboard, y alcanzó el top 20 en su lista del Hot Dance Club Play.

## Formatos del sencillo

### Publicación original
- Sencillo 7"

A: «Such a Shame» - 3:59
B: «Again, a Game... Again» - 4:06
- Sencillo 7" x 2 (Edición limitada)

A: «Such a Shame» - 3:59
B: «Again, a Game... Again» - 4:06
Disco extra: The Talk Talk Demos
A: «Candy» - 4:20
B1: «Talk Talk» - 3:24
B2: «Mirror Man» - 3:28
Las demos del disco extra fueron grabaciones de junio de 1981. 
- Sencillo 12"

A: «Such a Shame» - 6:58
B1: «Such a Shame» - 4:23
B2: «Again, a Game... Again» - 4:27

### Publicación de 1990
Sencillo publicado al tiempo que el álbum recopilatorio Natural History: The Very Best of Talk Talk (Parlophone, 1990).
- Sencillo 7"

A: «Such a Shame» (Original Version) - 4:28
B: «Dum Dum Girl» (Live from 1986 Montreux Jazz Festival) - 3:39
- Sencillo 12"

A: «Such a Shame» (Remezclado por Gary Miller) - 5:40
B1: «Such a Shame» (Original Version) - 4:28
B2: «Dum Dum Girl» (Live from 1986 Montreux Jazz Festival) - 3:39
- CD, Maxi-sencillo

1. «Such a Shame» (Original Version) - 4:29
2. «Such a Shame» (Remezclado por Gary Miller) - 5:44
3. «Talk Talk» (Live 1986) - 3:30
4. «Dum Dum Girl» (Live 1986) - 3:29

## Posiciones
| País (1984-1985) | Puesto alcanzado |
| ---------------- | ---------------- |
| Alemania         | 2                |
| Austria          | 2                |
| Bélgica (Fl)     | 13               |
| Francia          | 7                |
| Italia           | 4                |
| Nueva Zelanda    | 39               |
| Países Bajos     | 9                |
| Reino Unido      | 49               |
| Suiza            | 1                |

| Listas de Billboard (1984)    | Puesto alcanzado |
| ----------------------------- | ---------------- |
| Dance Music/Club Play Singles | 12               |
| The Billboard Hot 100         | 89               |

| País (1990) | Puesto alcanzado |
| ----------- | ---------------- |
| Reino Unido | 78               |

### Sucesión en listas
| Predecesor: «Self Control» de Laura Branigan | Sencillo número 1 en Suiza 26 de agosto de 1984 - 29 de septiembre de 1984 (Cinco semanas) | Sucesor: «Careless Whisper» de George Michael |

## Versión de Sandra
«Such a Shame» es el segundo sencillo extraído del séptimo álbum de estudio de Sandra The Wheel of Time. Fue la versión de una canción de 1984 del grupo musical británico Talk Talk, escrita por su líder Mark David Hollis. La versión de Sandra alcanzó el número 76 en las listas de Alemania el 8 de abril de 2002, mientras que el álbum del que procedía, The Wheel of Time, logró meterse en el top 10 de las listas de éxito germanas. A Sandra le fue mejor con el sencillo en la Europa del Este, donde cosechó el éxito tanto en Hungría (número 19) como en la República Checa (número 21).
De los cuatro temas que componían el sencillo, el segundo fue remezclado por Wolfgang Filz para La Danza Productions, mientras que el tercero fue remezclado por Peter Ries para FM Productions.
La voz masculina que acompañaba a Sandra en la canción era la de Michael Cretu, productor de ella y fundador del proyecto musical Enigma. 

### Sencillo
«Such a Shame»
- CD maxi

1. Radio Edit - 4:18
2. Straight Dance Mix - 7:54
3. Cool Club Mix - 5:22
4. Karaoke Version - 4:18

### Posiciones
| País (2002) | Puesto alcanzado |
| ----------- | ---------------- |
| Alemania    | 76               |